# Agua corporal
En fisiología, el agua corporal es el contenido de agua de un cuerpo animal que está contenido en los tejidos, la sangre, los huesos y otros lugares. Los porcentajes de agua corporal contenidos en varios compartimentos de fluidos se suman al agua corporal total (TBW por sus siglas en inglés). Esta agua constituye una fracción significativa del cuerpo humano, tanto en peso como en volumen. Asegurar la cantidad correcta de agua corporal es parte del balance de líquidos, un aspecto de la homeostasis.

## Localización
En peso, un hombre adulto promedio tiene aproximadamente el 60% de agua y una mujer adulta promedio aproximadamente el 50%. Puede haber una variación considerable en el porcentaje de agua corporal en función de una serie de factores como la edad, la salud, el peso y el sexo. En un gran estudio de adultos de todas las edades y ambos sexos, el cuerpo humano adulto promedió ~ 65% de agua. Sin embargo, esto varió sustancialmente según la edad, el sexo y la adiposidad (cantidad de grasa en la composición corporal). La cifra de la fracción de agua en peso en esta muestra fue de 58 ± 8% de agua para los hombres y 48 ± 6% para las mujeres. El agua corporal constituye hasta un 73% del peso corporal de un recién nacido, mientras que algunas personas obesas tienen un 45% de agua en peso. Esto se debe a que el tejido graso no retiene el agua, tanto como el tejido magro. Estos promedios estadísticos variarán con factores como el tipo de población, la edad de las personas muestreadas, la cantidad de personas muestreadas y la metodología. Así que no hay, y no puede haber, una figura que sea exactamente igual para todas las personas, para esta o cualquier otra medida fisiológica.
La mayor parte del agua corporal del animal está contenida en varios fluidos corporales. Estos incluyen fluido intracelular; fluido extracelular; plasma; líquido intersticial; y fluido transcelular. El agua también está contenida dentro de los órganos, en los fluidos gastrointestinal, cerebroespinal, peritoneal y ocular. El tejido adiposo contiene aproximadamente el 10% de agua, mientras que el tejido muscular contiene aproximadamente el 75%.
En el Atlas de Fisiología Humana de Netter, el agua corporal se descompone en los siguientes compartimentos: 
- El fluido intracelular (2/3 del agua corporal) es un fluido contenido dentro de las células. En un cuerpo de 72 kg que contiene 40 litros de líquido, unos 25 litros son intracelulares, lo que equivale al 62,5%. Los textos de Jackson establecen que el 70% del fluido corporal es intracelular.
- El fluido extracelular (1/3 del agua corporal) es un líquido contenido en áreas fuera de las células. Para un cuerpo de 40 litros, aproximadamente 15 litros es extracelular, lo que equivale a un 37,5%.[6]
  - Plasma (1/5 de fluido extracelular). De estos 15 litros de líquido extracelular, el volumen de plasma promedia 3 litros, o 20%.
  - Líquido intersticial (4/5 de fluido extracelular)
  - Fluido transcelular ("tercer espacio", que normalmente se ignora en los cálculos) contenido en los órganos internos, como los fluidos gastrointestinal, cerebroespinal, peritoneal y ocular.

## Medida

### Dilución y equilibrio
El agua corporal total se puede determinar mediante la medición por espectrometría de masas con flujo de brillo posterior (Flowing-afterglow mass spectrometry (FA-MS)) de la abundancia de deuterio en muestras de aliento de individuos. Una dosis conocida de agua deuterada (agua pesada, D2O) se ingiere y se deja equilibrar dentro del agua corporal. El instrumento FA-MS luego mide la relación de deuterio a hidrógeno (D:H) en el vapor de agua exhalado. El agua corporal total se mide con precisión a partir del aumento del contenido de deuterio en la respiración en relación con el volumen de D2O ingerido.
Se pueden utilizar diferentes sustancias para medir diferentes compartimentos de fluidos:
- Agua corporal total: agua tritiada o agua pesada.
- Líquido extracelular: inulina
- Plasma sanguíneo: azul de Evans.

El líquido intracelular puede estimarse entonces restando el líquido extracelular del agua corporal total.

### Análisis de impedancia bioeléctrica.
Otro método para determinar el porcentaje de agua corporal total (TBW%) es a través del análisis de impedancia bioeléctrica (BIA). En el método BIA tradicional, una persona se acuesta en una cuna y se colocan electrodos puntuales en las manos y los pies descalzos. El gel de electrolito se aplica primero y luego se introduce una corriente débil de frecuencia de 50 kHz. Esta forma de onda de CA permite la creación de una corriente dentro del cuerpo a través de la cubierta muy capacitiva sin causar un flujo de CC o quemaduras, y está limitada en el rango de corriente de ~20 mA por seguridad.
El BIA ha emergido como una técnica prometedora debido a su simplicidad, bajo costo, alta reproducibilidad y no invasividad. Las ecuaciones de predicción del BIA pueden ser generalizadas o específicas de la población, lo que permite que este método sea potencialmente muy precisa. La selección de la ecuación apropiada es importante para determinar la calidad de los resultados.
Para fines clínicos, los científicos están desarrollando un método de BIA de multifrecuencia que puede mejorar aún más la capacidad del método para predecir el nivel de hidratación de una persona. El nuevo equipo BIA segmentario que usa más electrodos puede llevar a mediciones más precisas de partes específicas del cuerpo.

## Cálculo
En los seres humanos, el agua corporal total se puede estimar en función del peso corporal premórbido (o ideal) y del factor de corrección.
{\displaystyle TWB=peso*C}
C es un coeficiente para el porcentaje esperado de peso compuesto de agua libre. Para hombres adultos, no ancianos, C = 0.6. Para hombres adultos mayores, hombres desnutridos o mujeres, C = 0.5. Para adultos mayores o mujeres desnutridas C = 0,45. Un déficit de agua corporal total (TBWD, por sus siglas en inglés) se puede aproximar mediante la siguiente fórmula:
{\displaystyle TBWD=TWB\left(1-{\frac {[Na]t}{[Na]m}}\right)}
Donde [Na] t = concentración de sodio objetivo (generalmente 140 mEq / L), y [Na] m = concentración de sodio medida.El valor resultante es el volumen aproximado de agua libre requerido para corregir un estado hipernatrémico. En la práctica, el valor rara vez se aproxima a la cantidad real de agua libre requerida para corregir un déficit debido a pérdidas insensibles, la producción de orina y las diferencias en la distribución del agua entre los pacientes.

## Funciones
El agua en el cuerpo del animal realiza una serie de funciones: como disolvente para el transporte de nutrientes; como medio de excreción; un medio para el control del calor; como lubricante para articulaciones; y para la absorción de choque.

## Cambios
La forma habitual de agregar agua al cuerpo es beber. El agua también ingresa al cuerpo junto con los alimentos, especialmente los ricos en agua, como las plantas, la carne cruda y el pescado. 
La cantidad de esta agua que se retiene en los animales se ve afectada por varios factores. Las cantidades de agua varían con la edad del animal. Cuanto más grande sea el animal vertebrado, mayor será su masa ósea relativa y menor será su contenido de agua corporal. 
En estados de enfermedad, donde el agua del cuerpo se ve afectada, el compartimiento de fluido o los compartimentos que han cambiado pueden dar pistas sobre la naturaleza del problema o los problemas. El agua corporal está regulada por las hormonas, como la hormona antidiurética, la aldosterona y el péptido natriurético auricular.

### Pérdida de agua
La contracción del volumen es una disminución en el volumen del fluido corporal, con o sin una pérdida concomitante de osmolitos. La pérdida del componente de agua corporal del fluido corporal se denomina específicamente deshidratación.
La pérdida de sodio se correlaciona aproximadamente con la pérdida de fluido del fluido extracelular, ya que el sodio tiene una concentración mucho mayor en el fluido extracelular (ECF) que en el fluido intracelular (ICF). En contraste, K+ tiene una concentración mucho mayor en ICF que en ECF y, por lo tanto, su pérdida se correlaciona con la pérdida de fluido de ICF, ya que la pérdida de K+ de ECF hace que el K+ en ICF se difunda fuera de las células, arrastrando el agua por ósmosis.

## Lectura adicional
- Fluido, Electrólito, y Ácido-Desórdenes de Base en Práctica Animal Pequeña
- Essentials De Fisiología Animal
- La Enciclopedia de Cultivar Nutrición Animal
- Animal Osmoregulation
- Ciencia de Nutrición animal